# 6087 Lupo
A 6087 Lupo (ideiglenes jelöléssel 1988 FK) egy kisbolygó a Naprendszerben. Carolyn Shoemaker,  Eugene Merle Shoemaker fedezte fel 1988. március 19-én.